# Евгени Иванов (волейболист)
Евгени Иванов е бивш български национален състезател по волейбол. Роден е на 3 юни 1974 г. в София, висок е 210 см и тежи 98 kg. Негов първи треньор е Николай Адамов /„ЦСКА“/. Евгени Иванов играе на поста централен блокировач. Наричан е и Пушката заради силния си сервис.
Женен с 2 деца – Сара и Симона.
Двукратен шампион е на страната с ЦСКА. Световен шампион за младежи през първенството през 1991 г. в Кайро.

## Състезателна кариера

### Клубна кариера
Играл е в „ЦСКА“, Славия, Балканкар, Филия (Гър), Галатасарай (Тур), Славия Овъргаз, италианските Сил Волей, Каляри, Пиаченца, френския отбор Туркоан, руския Факел (Нови Уренгой), полскиите Ястрежебски Вигел и СКРА Белхатов, иранските Сайпа и БЕЕМ. През 2010 г. се завърна в „ЦСКА“ (София), където през 2012 г. завърши кариерата си като активен състезател .

#### Постижения
- 2007 – шампион на Полша със СКРА (Белхатов);
- 2007 – носител на купата на Полша със СКРА (Белхатов);
- 2010 - шампион на България с „ЦСКА“;
- 2010 - носител на купата на България с „ЦСКА“;
- 2011 - шампион на България с „ЦСКА“;
- 2011 - носител на купата на България с „ЦСКА“.

### Национален отбор
В националния отбор е от 1992 до 2008 г. За представителния ни тим има 233 мача.
Участик е на олимпийските игри в Атланта през 1996 г., където става девети както и на тези в Пекин през 2008 г. пети.
Бронзов медалист от Световното първенство по волейбол в Токио - 2006 и 4 място от Европейското първенство в Атина през 1995 г. Бронзов медалист от Световната купа в Япония 2007 г.
След Игрите в Пекин афишира желанието си за прекратяване на кариерата си в Националния отбор.

#### Постижения
- 1991 – шампион на световното първенство за младежи в Кайро;
- 2006 – трето място на Световното първенство;
- 2007 – трето място на Световната купа;

## След волейбола
Създател и собственик на първата частна организация, занимаваща се със спортен мениджмънт, маркетинг и обществено здраве в България - ASEM GROUP Ltd. Архив на оригинала от 2014-08-19 в Wayback Machine. („АСЕМ Груп“ ЕООД). Евгени Иванов развива авторски проекти свързани с профилактика и грижа за детското здраве, подкрепя национални кампании популяризиращи детско-юношеския спорт и популяризира физическата активност за цялото семейство като здравословен начин на живот.
През 2015 г. е спортен директор на Европейското първенство по волейбол.
От 2015-2016 г. е директор на Националната волейболна лига.